# ショナ人
ショナ人（Shona people）は、南部アフリカの民族。バントゥー系。ジンバブエの人口の4分の3を占め、多数派を形成している。

## 歴史
9世紀ごろ、北方から現在の居住地域に定住した。マプングブエやグレート・ジンバブエなどの巨大な都市を建造し、金の採掘とインド洋地域との交易によって富を蓄え、モノモタパ王国を築いた。
19世紀、ズールー王国の拡大に端を発した民族大移動（ムフェカネ、グレート・トレック）の中、ンデベレ人が侵攻し、ジンバブエ南西部にあたるマタベレランド（英: Matabeleland）地方(ブラワヨ周辺)にンデベレ王国を建国してその支配下に置かれた。
1889年にイギリスの支配下に入った。